# A titkos házasság
A titkos házasság (Il matrimonio segreto) Domenico Cimarosa 1792-ben, Bécsben bemutatott kétfelvonásos vígoperája, amelynek a szövegét Giovanni Bertrati írta.

## Az opera keletkezése
Giovanni Bertrati (1735–1815) neves librettista egy 1766-ban, Londonban bemutatott angol nyelvű vígjáték (Colman és Garrick darabja) nyomán írta A titkos házasság szövegkönyvét. Cimarosa 1792-ben komponálta az operát Bécsben, ahol a császári udvar zenekarának vezetője volt.

## Szereplők
| Szereplő                                                                                       | Hangfekvés             |
| ---------------------------------------------------------------------------------------------- | ---------------------- |
| Geronimo, gazdag kereskedő                                                                     | buffo basszus          |
| Lisetta, Geronimo egyik lánya                                                                  | lírai szoprán          |
| Carolina, Geronimo másik lánya                                                                 | lírai koloratúrszoprán |
| Fidalma, Geronimo húga                                                                         | alt                    |
| Robinson gróf                                                                                  | bariton                |
| Paolino, Geronimo alkalmazottja (tulajdonképpen kereskedősegéd, a magyar fordításban könyvelő) | tenor                  |

- Történik: Bolognában, a 18. század második felében.
- Helyszín: Geronimo háza.
- Zenekar: kis együttes.
- Játékidő: 2 ¾ óra.

## Cselekmény

### Első felvonás
Geronimo üzlete jól jövedelmez, már csak nemesi férjeket kell találnia két lányának. A fiatalabb leány, Carolina, azonban a szegény Paolinót szereti, mi több, titokban már össze is házasodtak. Az apa, Paolino közvetítésével, Robinson grófot szemelte ki idősebb lánya, Lisetta férjének, akinek ugyan nincs vagyona, ezért szüksége is lenne a busás hozományra, van viszont nemesi címe. Robinson gróf, megszemlélve a két leányt, mégsem Lisettát, hanem – általános megdöbbenésre – Carolinát választja, s hogy a bonyodalmak még nagyobbak legyenek, Fidalma, a már nem egészen fiatal nagynéni Paolinót, aki Carolina titkos férje, szemelte ki jövendőbelijének. A csalódott Lisetta azonban hatalmas lármát csap, mindenki összecsődül, senki nem érti, mit mond a másik, ezzel zárul a felvonás.

### Második felvonás
A nehéz helyzetben Paolino úgy véli, a legjobb, ha a Robinson gróffal megismerteti a valós helyzetet. Mielőtt azonban megkérhetné a grófot, hogy óvatosan járjon el Geronimónál az érdekükben, a gróf fogalmazza meg a saját kérését: Paolino mondja meg az apának, hogy amennyiben Carolinát veheti feleségül, eltekint a hozomány felétől. Geronimo – mégiscsak kereskedő – örömmel veszi a fejleményeket, és bele is egyezik a módosításba. Paolino ekkor Fidalmától kérne segítséget, aki azonban félreérti a helyzetet, s Paolino ekkor szembesül azzal, hogy Fidalma házassági terveiben ő a főszereplő. A két fiatal, Carolina és Paolino, úgy próbálják megoldani szorult helyzetüket, hogy elhatározzák: megszöknek. Fidalma figyelmét azonban nem kerülik el a fejlemények, és Lisettával együtt – aki már beleélte magát a grófnői szerepbe – leleplezik a tervet. A fiatalok ekkor kénytelenek bevallani Geronimónak, hogy már két hónapja házasok. Az atya természetesen mérhetetlenül dühös lesz, de közbelép a némileg csalódott Robinson gróf, s arra kéri Geronimót, hogy bocsásson meg a fiatalabb párnak, ő pedig hajlandó Lisettát elvenni, igaz, a teljes hozományért. Az apa megbocsát, és így mindkét lánya megtalálta a boldogságát.

## Az opera színpadra állítása
A titkos házasságot 1792. február 7-én mutatták be Bécsben, a Burgtheaterben. Az ősbemutatón Cimarosa hatalmas sikert ért meg: az opera végén a közönség nem akarta abbahagyni a tapsot és az ovációt, ezért II. Lipót császár parancsára az elejétől a végéig, teljes egészében újra eljátszották. A bemutatón a két Geronimo-lányt Irene Tomeoni és Giuseppina Nettelet énekelték, Geronimót Giambattista Serafino Blasi, Robinson grófot Francesco Benucci, Fidalmát Dorothea Bussani, Paolinót Santi Nencini.
Az opera világhódító körútra indult, mindenütt nagy sikereket aratva. 1793. február 17-én mutatták be a Milánói Scalában, majd 1794. január 11-én Londonban, a King's Theatre-ben, 1794. augusztus 6-án Lisszabonban.
Magyarországon a Pesti Német Színház állította színpadra 1798. március 25-én. A Magyar Állami Operaház az 1962/63-as évadban (1963. január 20.) tűzte műsorára (háromfelvonásos előadásban), parádés szereposztásban. A premieren Maleczky Oszkár, Ágai Karola, László Margit, Sándor Judit, Melis György és Réti József énekeltek.

## A zene
A titkos házasság Cimarosa legsikeresebb és legmaradandóbb operája, opera buffa. A zene végig követi a történet könnyed, felhőtlen vidámságát, sok tekintetben emlékeztet a mozarti vígoperákra. A zenei anyag fő alkotóeleme a secco recitativo, de a jól elhelyezett zárt számok és az együttesek kiválóan segítik a történés zenei aláfestését.

## CD-ajánló
- Geronimo – Dietrich Fischer-Dieskau, Elisetta – Várady Júlia, Carolina – Arleen Augér, Fidalma – Hamari Júlia, Robinson gróf – Alberto Rinaldi, Paolino – Ryland Davies. Az Angol Kamarazenekart Daniel Barenboim vezényli. A felvétel ideje, helye: 1977, London. A kiadás éve LP-n: 1977, CD-n: 1981. Deutsche Grammophon, DG 437 696-2, 3 CD.

- Carolina – Cinzia Forte, Elisetta – Priscilla Laplace, Fidalma – Damiana Pinti I, Geronimo – Alberto Rinaldi, Paolino – Aldo Caputo, Robinson gróf – Mario Cassi. Az Opéra Royal de Wallonie Zenekara, vezényel: Giovanni Antonini, rendező: Stefano Mazzonis di Pralafera. Felvéve: 2008, Opéra Royale de Wallonie. Kiadás: DVD, 2009.